# Чжоу Гуаньюй
Чжоу Гуаньюй (кит. 周冠宇, пиньинь Zhōu Guànyǔ; род. 30 мая 1999, Шанхай) — китайский автогонщик. В сезонах 2016—2018 годов выступал в Формуле-3, в сезонах 2019—2021 годов в Формуле-2. С сезона 2022 года выступает в Формуле-1: в сезонах 2022—2023 годов выступал за команду Alfa Romeo, с сезона 2024 года выступает за команду Sauber, которая является преемником Alfa Romeo.
В сезоне 2021 года принял участие и стал чемпионом в Азиатском чемпионате Формулы-3.
16 ноября 2021 года команда Формулы-1 Alfa Romeo Racing объявила о подписании контракта с Чжоу, который стал первым китайским гонщиком в истории Формулы-1.

## Карьера

### Картинг
Родился в Шанхае. В возрасте восьми лет начал заниматься картингом. В 2012 году переехал в Шеффилд, Великобритания, где продолжил выступать в картинговых чемпионатах. В 2013 году одержал победы в Super 1 National Rotax Max Junior Championship и Rotax Max Euro Challenge, в 2014 году занял второе место в Rotax Max Senior Euro Challenge.

### Формула-4
В сезоне 2015 года Чжоу дебютировал в формульных сериях, выступив в Итальянской Формуле-4 в составе команды Prema Powerteam. В сезоне одержал три победы и занял второе место, став лучшим новичком.

### Чемпионат Европы Формулы-3
В сезоне 2016 года Чжоу принял участие в новозеландской Toyota Racing Series, где он одержал одну победу и занял шестое место. Позже было объявлено, что Чжоу дебютирует в Чемпионате Европы Формулы-3 в составе команды Motopark. За сезон 2016 года заработал два подиума и занял 13-е место. В сезоне 2017 года продолжил выступать в чемпионате, перейдя в команду Prema Powerteam. За сезон пять раз поднялся на подиум и в итоге занял восьмое место. В сезоне 2018 года Чжоу провёл третий сезон в Формуле-3 в той же команде Prema Powerteam. Одержал первую победу в первой гонке сезона на Гран-при По. По итогам сезона одержал две победы, выиграл три поул-позиции и занял восьмое место.

### Формула-2
В январе 2019 года было объявлено, что Чжоу будет выступать в Формуле-2 в составе команды Virtuosi Racing. Впервые финишировал на подиуме на третьем месте в субботней гонке на этапе в Барселоне. Первую поул-позицию заработал на этапе в Сильверстоуне, в гонке финишировал третьим. По итогам сезона пять раз поднялся на подиум и занял седьмое место, став лучшим новичком сезона, и получил награду имени Антуана Юбера. В сезоне 2020 года Чжоу продолжил выступать в Virtuosi Racing. Выиграл первую квалификацию сезона в Австрии, однако в гонке финишировал вне очков из-за технических проблем. Первую победу в Формуле-2 одержал в укороченной спринтерской гонке в Сочи, которая была завершена досрочно из-за аварии Луки Гьотто и Джека Эйткена. Сезон 2020 года Чжоу закончил на шестом месте. В сезоне 2021 года продолжил выступать в Virtuosi Racing. Заработал поул-позицию на первом этапе сезона в Бахрейне, а затем одержал победу в воскресной гонке. После выиграл первый спринт в Монако. В воскресной гонке в Сильверстоуне одержал победу, где на старте гонки обогнал Оскара Пиастри — соперника по академии Alpine и основного своего соперника в битве за титул.
На этапе в Монце два раза финишировал на втором месте, а на этапе в Сочи в спринте не стартовал в гонке, так как его машина заглохла на трассе после разворота на влажном покрытии. На последнем этапе в Абу-Даби одержал победу во втором спринте. По итогам сезона одержал четыре победы, заработал девять подиумов, однако во второй половине сезона Чжоу набрал очков меньше чем Оскар Пиастри и Роберт Шварцман, поэтому Чжоу занял только третье место в личном зачёте.

### Азиатский чемпионат Формулы-3
В феврале 2021 года в межсезонье Чжоу принял участие в Азиатском чемпионате Формулы-3, который проходил в ОАЭ, и выступал в составе команды Abu Dhabi Racing by Prema. В чемпионате одержал четыре победы и стал чемпионом.

### Формула-1
В 2014 году присоединился к Ferrari Driver Academy. В 2019 году перешёл в Renault Sport Academy. В сезоне 2020 года получил должность тест-пилота в команде Формулы-1 Renault. По окончании сезона участвовал в «молодёжных» тестах Формулы-1. В сезоне 2021 года принял участие в первой тренировке Гран-при Австрии в составе команды Alpine. 16 ноября 2021 года команда Alfa Romeo объявила о подписании контракта с Чжоу на сезон 2022 года, где он стал напарником Валттери Боттаса.
На первом круге Гран-при Великобритании 2022 года Чжоу попал в аварию, в результате которой его машина перевернулась, проскользила по трассе и гравию и застряла между барьером и заградительной сеткой. В результате аварии гонка была остановлена красными флагами. Чжоу отметил, что Halo спасло ему жизнь во время аварии.

## Результаты выступлений

### Общая статистика
| Сезон | Серия                               | Команда                      | Гонки      | Победы     | Поулы      | Л/Круги    | Подиумы    | Очки       | Место      |
| ----- | ----------------------------------- | ---------------------------- | ---------- | ---------- | ---------- | ---------- | ---------- | ---------- | ---------- |
| 2014  | Зимний трофей Итальянской Формулы-4 | Prema Powerteam              | 2          | 0          | 0          | 0          | 2          | Н/Д        | Н/Д        |
| 2015  | Итальянская Формула-4               | Prema Powerteam              | 21         | 3          | 2          | 0          | 9          | 223        | 2          |
| 2015  | ADAC Формула-4                      | Prema Powerteam              | 9          | 0          | 0          | 0          | 2          | 45         | 15         |
| 2016  | Чемпионат Европы Формулы-3          | Motopark                     | 30         | 0          | 0          | 0          | 2          | 101        | 13         |
| 2016  | Формула-3 Мастерс                   | Motopark                     | 1          | 0          | 0          | 1          | 0          | Н/Д        | 16         |
| 2016  | Гран-при Макао                      | Motopark                     | 1          | 0          | 0          | 0          | 0          | Н/Д        | 15         |
| 2016  | Toyota Racing Series                | M2 Competition               | 15         | 1          | 0          | 1          | 4          | 685        | 6          |
| 2017  | Чемпионат Европы Формулы-3          | Prema Powerteam              | 30         | 0          | 0          | 0          | 5          | 149        | 8          |
| 2017  | Гран-при Макао                      | Prema Powerteam              | 1          | 0          | 0          | 0          | 0          | Н/Д        | 8          |
| 2018  | Чемпионат Европы Формулы-3          | Prema Theodore Racing        | 30         | 2          | 3          | 1          | 6          | 203        | 8          |
| 2018  | Гран-при Макао                      | SJM Theodore Racing by Prema | 1          | 0          | 0          | 0          | 0          | Н/Д        | 11         |
| 2019  | Формула-2                           | UNI-Virtuosi Racing          | 22         | 0          | 1          | 2          | 5          | 140        | 7          |
| 2020  | Формула-2                           | UNI-Virtuosi Racing          | 24         | 1          | 1          | 4          | 6          | 151.5      | 6          |
| 2020  | Формула-1                           | Renault DP World F1 Team     | Тест-пилот | Тест-пилот | Тест-пилот | Тест-пилот | Тест-пилот | Тест-пилот | Тест-пилот |
| 2021  | Азиатский чемпионат Формулы-3       | Abu Dhabi Racing by Prema    | 15         | 4          | 5          | 5          | 11         | 257        | 1          |
| 2021  | Формула-2                           | UNI-Virtuosi Racing          | 22         | 4          | 1          | 1          | 9          | 183        | 3          |
| 2021  | Формула-1                           | Alpine F1 Team               | Тест-пилот | Тест-пилот | Тест-пилот | Тест-пилот | Тест-пилот | Тест-пилот | Тест-пилот |
| 2022  | Формула-1                           | Alfa Romeo F1 Team Orlen     | 22         | 0          | 0          | 1          | 0          | 6          | 18         |
| 2023  | Формула-1                           | Alfa Romeo F1 Team Orlen     | 22         | 0          | 0          | 1          | 0          | 6          | 18         |
| 2024  | Формула-1                           | Stake F1 Team Kick Sauber    | 24         | 0          | 0          | 0          | 0          | 4          | 20         |

### Формула-2
| Сезон | Команда             | 1           | 2           | 3            | 4          | 5           | 6         | 7          | 8             | 9          | 10            | 11          | 12         | 13         | 14         | 15        | 16          | 17           | 18        | 19           | 20         | 21          | 22         | 23         | 24         | Место | Очки  |
| ----- | ------------------- | ----------- | ----------- | ------------ | ---------- | ----------- | --------- | ---------- | ------------- | ---------- | ------------- | ----------- | ---------- | ---------- | ---------- | --------- | ----------- | ------------ | --------- | ------------ | ---------- | ----------- | ---------- | ---------- | ---------- | ----- | ----- |
| 2019  | UNI-Virtuosi Racing | САХ ГОН 10  | САХ СПР 4   | БАК ГОН Сход | БАК СПР 10 | КАТ ГОН 3   | КАТ СПР 4 | МОН ГОН 5  | МОН СПР 3     | ЛЕК ГОН 4  | ЛЕК СПР 3     | РБР ГОН 6   | РБР СПР 8  | СИЛ ГОН 3  | СИЛ СПР 8  | ХУН ГОН 9 | ХУН СПР 9   | СПА ГОН O    | СПА СПР O | МОН ГОН Сход | МОН СПР 4  | СОЧ ГОН 10  | СОЧ СПР 5  | ЯСМ ГОН 3  | ЯСМ СПР 8  | 7     | 140   |
| 2020  | UNI-Virtuosi Racing | РБР1 ГОН 17 | РБР1 СПР 14 | РБР2 ГОН 3   | РБР2 СПР 4 | ХУН ГОН 10  | ХУН СПР 8 | СИЛ1 ГОН 2 | СИЛ1 СПР 9    | СИЛ2 ГОН 9 | СИЛ2 СПР 7    | КАТ ГОН 3   | КАТ СПР 14 | СПА ГОН 7  | СПА СПР 3  | МОН ГОН 5 | МОН СПР НКЛ | МУД ГОН Сход | МУД СПР 5 | СОЧ ГОН 8    | СОЧ СПР 1‡ | САХ1 ГОН 14 | САХ1 СПР 5 | САХ2 ГОН 2 | САХ2 СПР 4 | 6     | 151,5 |
| 2021  | UNI-Virtuosi Racing | БАХ СПР1 7  | БАХ СПР2 3  | БАХ ГОН 1    | МОН СПР1 1 | МОН СПР2 15 | МОН ГОН 5 | БАК СПР1 3 | БАК СПР2 Сход | БАК ГОН 13 | СИЛ СПР1 Сход | СИЛ СПР2 11 | СИЛ ГОН 1  | МНЦ СПР1 2 | МНЦ СПР2 8 | МНЦ ГОН 2 | СОЧ СПР1 НС | СОЧ СПР2 О   | СОЧ ГОН 6 | ДЖИ СПР1 17  | ДЖИ СПР2 8 | ДЖИ ГОН 4‡  | ЯСМ СПР1 8 | ЯСМ СПР2 1 | ЯСМ ГОН 2  | 3     | 183   |

‡ Получил половину очков из-за того, что закончил менее 75 % гоночной дистанции

### Формула-1
| Легенда к таблице |                                                                    |
| --- | ------------------------------------------------------------------ |
| В таблице перечислены результаты всех Гран-при Формулы-1, в которых принимал участие гонщик. Строками таблицы являются сезоны, столбцами — этапы чемпионата мира. В каждой клетке указаны сокращённое название этапа и результат, дополнительно обозначенный цветом. Расшифровка обозначений и цветов представлена в нижеследующей таблице. |                                                                    |
| \| Пример \| Описание \| \| ------------ \| ------------------------------------------------------------------ \| \| 1 \| Победитель \| \| 2 \| Второе место \| \| 3 \| Третье место \| \| 5 \| Финишировал, заработав очки \| \| Сход \| Не финишировал, но при этом заработал очки \| \| 12 \| Финишировал, не получив очков \| \| НКЛ \| Финишировал, но не попал в финальную классификацию \| \| 15 \| Участвовал вне зачёта, либо по отдельной классификации \| \| 18 \| Не финишировал, но попал в финальную классификацию \| \| Сход \| Не финишировал \| \| НКВ \| Не прошёл квалификацию \| \| НПКВ \| Не прошёл предквалификацию \| \| ДСК \| Дисквалифицирован \| \| ИСК \| Исключён из протокола соревнований \| \| ТТ \| Заявлен для участия только в тренировках \| \| НС \| Участвовал в квалификации, но не стартовал в гонке \| \| Т \| Травмирован или болен \| \| ОТК \| Отказ от участия \| \| НТР \| Прибыл на соревнования, но на трассу не выезжал \| \| НПР \| Был заявлен в числе участников, но не прибыл к началу соревнований \| \| О \| Соревнования отменены \| \| \| Не участвовал \| \| Поул-позиция \| \| \| Быстрый круг \| \| |                                                                    |
| Пример | Описание                                                           |
| 1 | Победитель                                                         |
| 2 | Второе место                                                       |
| 3 | Третье место                                                       |
| 5 | Финишировал, заработав очки                                        |
| Сход | Не финишировал, но при этом заработал очки                         |
| 12 | Финишировал, не получив очков                                      |
| НКЛ | Финишировал, но не попал в финальную классификацию                 |
| 15 | Участвовал вне зачёта, либо по отдельной классификации             |
| 18 | Не финишировал, но попал в финальную классификацию                 |
| Сход | Не финишировал                                                     |
| НКВ | Не прошёл квалификацию                                             |
| НПКВ | Не прошёл предквалификацию                                         |
| ДСК | Дисквалифицирован                                                  |
| ИСК | Исключён из протокола соревнований                                 |
| ТТ | Заявлен для участия только в тренировках                           |
| НС | Участвовал в квалификации, но не стартовал в гонке                 |
| Т | Травмирован или болен                                              |
| ОТК | Отказ от участия                                                   |
| НТР | Прибыл на соревнования, но на трассу не выезжал                    |
| НПР | Был заявлен в числе участников, но не прибыл к началу соревнований |
| О | Соревнования отменены                                              |
| | Не участвовал                                                      |
| Поул-позиция |                                                                    |
| Быстрый круг |                                                                    |

| Сезон | Команда                   | Шасси           | Двигатель                 | Ш | 1      | 2      | 3      | 4        | 5        | 6        | 7      | 8        | 9        | 10       | 11     | 12     | 13       | 14       | 15     | 16     | 17       | 18     | 19     | 20       | 21     | 22     | 23    | 24     | Место | Очки |
| ----- | ------------------------- | --------------- | ------------------------- | - | ------ | ------ | ------ | -------- | -------- | -------- | ------ | -------- | -------- | -------- | ------ | ------ | -------- | -------- | ------ | ------ | -------- | ------ | ------ | -------- | ------ | ------ | ----- | ------ | ----- | ---- |
| 2021  | Alpine F1 Team            | Alpine A521     | Renault E-Tech 20B 1,6 V6 | P | БАХ    | ЭМИ    | ПОР    | ИСП      | МОН      | АЗЕ      | ФРА    | ШТИ      | АВТ тест | ВЕЛ      | ВЕН    | БЕЛ    | НИД      | ИТА      | РОС    | ТУР    | США      | МЕХ    | САП    | КАТ      | САУ    | АБУ    |       |        | —     | 0    |
| 2022  | Alfa Romeo F1 Team Orlen  | Alfa Romeo C42  | Ferrari 066/7 1,6 V6 t    | P | БАХ 10 | САУ 11 | АВС 11 | ЭМИ 15   | МАЙ Сход | ИСП Сход | МОН 16 | АЗЕ Сход | КАН 8    | ВЕЛ Сход | АВТ 14 | ФРА 16 | ВЕН 13   | БЕЛ 14   | НИД 16 | ИТА 10 | СИН Сход | ЯПО 16 | США 12 | МЕХ 13   | САП 12 | АБУ 12 |       |        | 18    | 6    |
| 2023  | Alfa Romeo F1 Team Stake  | Alfa Romeo C43  | Ferrari 066/10 1,6 V6 t   | P | БАХ 16 | САУ 13 | АВС 9  | АЗЕ Сход | МАЙ 16   | МОН 13   | ИСП 9  | КАН 16   | АВТ 12   | ВЕЛ 15   | ВЕН 16 | БЕЛ 13 | НИД Сход | ИТА 14   | СИН 12 | ЯПО 13 | КАТ 9    | США 13 | МЕХ 15 | САП Сход | ЛАС 15 | АБУ 17 |       |        | 18    | 6    |
| 2024  | Stake F1 Team Kick Sauber | Kick Sauber C44 | Ferrari 066/12 1,6 V6 t   | P | БАХ 11 | САУ 18 | АВС 15 | ЯПО Сход | КИТ 14   | МАЙ 14   | ЭМИ 15 | МОН 16   | КАН 15   | ИСП 13   | АВТ 17 | ВЕЛ 18 | ВЕН 19   | БЕЛ Сход | НИД 20 | ИТА 18 | АЗЕ 14   | СИН 15 | США 19 | МЕХ 15   | САП 15 | ЛАС 13 | КАТ 8 | АБУ 13 | 20    | 4    |